# Souleiman Berrada
Pour les articles homonymes, voir Berrada.
Souleiman Berrada (en arabe :  سليمان برادة), né le 26 février 2001 à Tanger au Maroc, est un écrivain et comédien marocain. Il est depuis 2022 Secrétaire de la Fondation pour la photographie Tanger,

## Biographie
Issu d'une vieille famille de Fès. A l'âge de 16 ans, il fait sa première apparition au théâtre avec La Comédie de Tanger, par la suite, il devient membre de la Fondation Lorin (ancienne synagogue Mordechai Bengio) créée en 1994. Philippe Lorin, cultive en lui la passion du théâtre et corrige ses premiers textes. En septembre 2022, Souleiman Berrada est nommé par Françoise et Daniel Aron, Secrétaire de la Fondation pour la photographie Tanger. Sous l'influence des Aron, un couple parisien, ayant façonné l'image d'Hermès International, Raymond Aron est par ailleurs le grand oncle de Daniel Aron, Souleiman Berrada développe un goût particulier pour la photographie et améliore ses connaissances. Il a contribué à l'élaboration de plusieurs expositions et la traduction de leurs textes.
Un an plus tard en 2023, il a lié amitié avec Gabriel Andrieu, énarque, (promotion Simone Weil) et ancien 
haut fonctionnaire du Ministère de la Culture, qui lui donne des cours en Histoire, et lettres classiques.
 
En avril 2025, Souleiman Berrada, publie son premier roman, le Baigneur aux éditions Le Soupirail en France, et le présente au Festival du Livre de Paris,. C'est une réflexion intime sur le Hammam et la mémoire affective de ce lieu, mais c'est aussi une réflexion sur l'amour et le désir d'un petit garçon à Fès dans les années 40. Libération (journal) le décrit comme un « magnifique roman, baigné de poésie et de sensualité ». 

## Publications
- Les Couleurs du Temps - Photographies colorisées 1860-2022 d'Aassmaa Akhannouch, Hélène Bellenger, Amina Benbouchta, Flore (photographe), Ludovico Wolfgang Hart, Irène Jonas,Youssef Nabil, Rima Samman, Jan Saudek, Tanger, L’atelier Photographique, juin 2022, 78 p. (ISBN 978-9920-41-519-4), Traduction du Français à l'Arabe de l'introduction de Marie Moignard[9]

- Catalogue Hollywood Inattendu - Photographies de la collection de Robert Flynn Johnson, Tanger, L’atelier Photographique, juillet 2023, 98 p. (ISBN 978-9920-42-376-2), Traduction du Français à l'Arabe de l'introduction de Laurence Benaïm[10]

- Catalogue Jeux de rôles - Photographies d'Amina Benbouchta, Comtesse de Castiglione, Claude Cahun, Safaa Mazirh, Fatima Mazmouz, Fatima Zohra Serri, Cindy Sherman, Francesca Woodman, Tanger, L’atelier Photographique, juillet 2024, 98 p. (ISBN 978-9920-28-126-3), Traduction du Français à l'Arabe[11]

- Le Baigneur, Paris, Le Soupirail, avril 2025, 124 p. (ISBN 979-10-93569-05-5)[12],[13]

## Théâtre

### Comédien
Mise en scène de Philippe Lorin, ancien élève de Jean Laurent Cochet
- 2017 : Migraaaants de Matei Vișniec, Théâtre de l'Instituto Español Severo Ochoa, Elihu[14]
- 2019 : Un an dans la chambre de Gérard Levoyer, Théâtre de la Fondation Lorin, Alex
- 2022 : Les plaisirs Scélérats de la Vieillesse de Michel Philip, Théâtre de la Fondation Lorin, Rimbaud
- 2024 : Chansons sans musique, Théâtre de la Fondation Lorin, Théâtre Mohamed VI Oujda[15],[16]
- 2025 : le Menteur, Monologue de Jean Cocteau, Théâtre de la Fondation Lorin

### Assistant à la mise en scène
- 2019 : Toutou, de Daniel Besse, Théâtre de la Fondation Lorin
- 2021: Le vent des peupliers, de Gérald Sibleyras, Théâtre de la Fondation Lorin[17]
- 2023: Tous mes rêves partent de la gare d’Austerlitz, de Mohamed Kacimi, Théâtre de l'Espace Magh, Bruxelles